# Bonellia mucronata
Bonellia mucronata (Schult.) B.Ståhl & Källersjö – gatunek roślin z rodziny pierwiosnkowatych (Primulaceae). Występuje naturalnie w Peru. 

## Morfologia
PokrójZimozielone drzewo lub krzew. Dorasta do 3 m wysokości.
LiścieBlaszka liściowa jest skórzasta i ma eliptyczny lub odwrotnie jajowaty kształt. Mierzy 3,5–4 cm długości oraz 1,5–2 cm szerokości, jest całobrzega, ma tępą lub ostrokątną nasadę i nagle zaostrzony wierzchołek. Ogonek liściowy jest nagi i ma 2–3 mm długości.
KwiatyZebrane po 4–10 w gronach wyrastających niemal na szczytach pędów.